# Antonio Thrasybule Kebreau
Antonio Thrasybule Kebreau, född 1909, död 1963, var ordförande för militärjuntan i Haiti 14 juni-22 oktober 1957.